# Soldatino (The Boys)
Soldatino (Soldier Boy), il cui vero nome è Ben, è un personaggio della serie a fumetti The Boys di Garth Ennis e Darick Robertson. Costui era il capo dei Rappresaglia, un gruppo di supereroi che circolava tra gli anni 70 e 80 prima che venissero fondati i Sette, supportati e finanziati dalla Vought International e desideroso, una volta sciolto il suo gruppo, di unirsi ai Sette, seppur fallendo.
Soldatino è stato concepito come una parodia di Capitan America, un uomo alto, muscoloso e dai capelli bruni e un costume che ricorda appunto quello del supereroe della Marvel. Ricopre, tuttavia, un ruolo marginale e verrà ucciso da Billy Butcher.
Nell'adattamento Prime Video, Soldatino è interpretato da Jensen Ackles, è diverso dalla sua controparte a fumetti ed è il padre di Patriota, il leader dei Sette. Appare negli ultimi 6 episodi della terza serie ma ha un ruolo più importante, essendo Soldatino stesso l'arma perfetta per uccidere Patriota. Soprattutto, il suo personaggio ottiene molta popolarità tra i fan della serie.

## Biografia del personaggio

### Serie a fumetti
Soldatino, ex comandante dei Rappresaglia e combattente durante la seconda guerra mondiale, viene presentato nell'episodio Eroegasmo dove viene rivelato che ha intrattenuto rapporti sessuali, durante l'annuale orgia tra i super, con Patriota per ottenere un posto nei Sette, cosa che Patriota poi non permetterà che accada. Soldatino rimane al fianco del leader dei Sette finché non viene raggiunto da William Butcher, capo della CIA e nemesi di Patriota. Butcher gli morde il naso e poi inizia a pestarlo brutalmente, infine lo tortura per fargli rivelare ciò che sa su Patriota. Soldatino rivelerà solo di aver combattuto nella Seconda Guerra Mondiale e di essere stato congelato per vario tempo dopo essere stato gravemente ferito, poi Butcher lo uccide e si tengono dunque i funerali in suo onore.

### Serie televisiva

#### The Boys(2019-oggi)
Soldatino è sempre l'ex comandante dei Rappresaglia ed e il primo a cui viene somministrato il Composto V e successivamente negli anni 80, durante la spedizione in Nicaragua, viene tradito dai suoi compagni, stufi dei suoi continui malumori e delle sue continue percosse su tutti loro. Soldatino fa in tempo a sfregiare brutalmente Black Noir, prima di venire messo al tappeto e catturato dai russi, che in accordo con gli statunitensi lo torturano per anni, per poi intrappolarlo in una camera a gas di ferro con una camicia di forza e un inalatore che proietta un gas nocivo a Soldatino, il Novichok. Ritenuto morto da tutti, persino dalla Vought, viene liberato dai Boys mentre assaltavano la base di contenimento militare russa. Soldatino quindi cerca di attaccare Frenchie con il suo attacco nucleare dal petto, ma viene salvato da Kimiko, che si prende il colpo e perde tutti i suoi poteri. Soldatino torna quindi negli Stati Uniti, trovandoli profondamente cambiati, ma a causa del suo disturbo post-traumatico, non riesce subito a controllare il suo nuovo potere e distrugge un edificio. Subito dopo va dall'ex capo della Vought, Leggenda, per riprendersi il suo costume e il suo scudo, e gli comunica che intende uccidere tutti gli ex membri dei Rappresaglia. Butcher e i Boys intendono allearsi con lui, ma non Latte Materno, dal momento che Soldatino in passato ha ucciso la sua famiglia (anche se involontariamente). Così, Butcher droga Latte Materno davanti alla roulotte dove alloggia la Contessa Cremisi, ex moglie di Soldatino, e gli propone un accordo: loro lo aiuteranno a uccidere gli ex Rappresaglia e Soldatino ucciderà Patriota. Soldatino dunque disintegra la Contessa dopo che essa gli rivela di odiarlo e si incammina verso l'appartamento di Butcher insieme anche a Hughie. Il giorno dopo, si recano dall'Eroegasmo, un'orgia che si tiene ogni anno a casa dei Gemelli TNT dove i super possono consumare rapporti sessuali. Soldatino entra in casa e trova i Gemelli, disintegrandoli ma non riuscendo a contenersi dopo aver sentito la musica che udiva mentre lo torturavano in Russia e dunque distrugge tutta la casa, oltre che a ferire gravemente i presenti. Subito dopo, Patriota sopraggiunge e attacca Soldatino, avendo la meglio, ma Butcher e Hughie con i poteri intervengono, incatenando al suolo Patriota che poco prima di venire disintegrato scappa volando dalla finestra. Soldatino poi va alla ricerca del super Mindstorm, che nel combattimento fa cadere in coma Butcher, liberandolo poco dopo, ma Soldatino lo blocca tirandogli un coltello nell'occhio e poi spappolandogli la faccia con lo scudo. Quella sera stessa, Soldatino telefona a Patriota, rivelandogli di essere suo padre. Così, quando il super, insieme a Queen Maeve e Butcher, arriva alla Vought per uccidere Patriota, questo fa leva sullo stesso sangue, facendogli anche conoscere il figlio Ryan per convincerlo ad allearsi, ma Soldatino, devoto all'onore del patto con Butcher, rifiuta e lo attacca, ma viene fermato prima da Ryan e poi da Butcher, che lo tradisce dopo che Soldatino ha ferito Ryan, il figlio di sua moglie Becca. Soldatino e Butcher dunque combattono, ma il super ha la meglio, nonostante gli interventi di Starlight, Kimiko e Latte Materno, ma viene sorpreso dall'attacco più potente di Starlight, che lo stordisce permettendo a Latte Materno di infilargli nel naso l'inalatore con il gas. Soldatino dunque cerca di distruggere tutti con il suo attacco nucleare, ma Maeve lo prende e si butta con lui dalla finestra. Soldatino viene intrappolato e incubato.
Un anno dopo, il presidente Calhoun accompagna Patriota nella stanza d'incubazione del padre e il super non contiene l'emozione di rivederlo vivo.

#### Gen V(2023-oggi)
Soldatino compare nel sesto episodio della prima stagione dello spin off di The Boys Gen V, dove è l’amico immaginario di Cate. Mentre i protagonisti sono intrappolati nella sua mente, lo incontrano dove e li avverte su come poterne uscire, ma un fulmine provoca lo scoppio di un vaso sanguigno, dopo che cerca lui stesso di avvertirli prima di entrare in uno stato vegetativo, ma viene colpito lui stesso dal fulmine della mente di Cate.

### Materiale promozionale
Soldatino viene menzionato nella webserie Seven on 7 with Cameron Coleman in cui compare il suo film Red River del 1983, che viene detto essere distribuito sull'immaginario servizio di streaming "Vought+". In The Boys presenta The Boys presenta: Diabolico! viene menzionato come essere Patriota il primo Super a gli occhi del mondo come Soldatino. Eric Kripke ha espresso la sua volontà che Ackles doppiasse il personaggio nella serie.
Per promuovere il personaggio nella terza stagione di The Boys Jensen Ackles e apparso in diversi video che raffigurano il personaggio negli anni 1980. In particolare registrando spot antidroga e facendo una serenata ai ballerini di Solid Gold con una versione di Rapture dei Blondie. Lo stesso Jensen Ackles, ha espresso interesse nel registrare un potenziale album di cover simili, intitolato provvisoriamente "Soldier Boy Sings The Hits".

## Sviluppo
Il personaggio è stato creato come parodia di Capitan America, infatti il suo costume nel fumetto è estremamente simile, così come lo scudo. Di fatto, Soldatino rappresenta tutti i lati oscuri degli Stati Uniti.
La versione televisiva introdotta nella terza stagione di The Boys con Jensen Ackles avrebbe interpretato la versione di Soldatino eterosessuale della seconda guerra mondiale introdotto nel arco Costa barbarica di The Boys. Inizialmente per il ruolo doveva essere stato scelto un attore più anziano, ma in seguito la decisione e caduta su Jensen Ackles il quale era anche in lista, sebbene non abbia mai fatto il provino per interpretare Capitan America. Inoltre la versione televisiva e come Patriota prima di esso. Soldatino e come se fosse lo zio ubriaco e inapropriato.
(Jensen Ackles su Soldatino e la sua relazione con Patriota.)

## Poteri e abilità
Soldatino è dotato di super forza, potendo sollevare una macchina con una mano sola, e di eccellenti tattiche di combattimento, anche corpo a corpo, essendo un'ex soldato. Nella serie tv, oltre a queste abilità, è estremamente resistente (ha sopportato il gas nocivo nel naso per anni e nonostante ciò riusciva subito a combattere ed è sopravvissuto senza problemi a un attacco della vista laser di Butcher negli occhi) e, come abilità speciale dovuta agli esperimenti fatti su di lui, può generare dal suo petto una fiammata con una potenza maggiore di una bomba nucleare, il cui risultato è o la disintegrazione istantanea dei nemici o, in caso di super estremamente resistenti, della privazione dei poteri (come accaduto a Queen Maeve e a Kimiko) tramite la frizione del Composto V nelle loro vene.

## Accoglienza
Se Soldatino, nei fumetti, ha avuto scarsa rilevanza, il suo personaggio interpretato da Ackles è stato accolto con giudizi molto positivi ed è diventato uno dei personaggi più popolari della serie tv, sebbene sia comparso solo in 5 episodi della terza stagione.